# Thuyền nhân
Về bộ phim Hồng Kông năm 1982, xem Thuyền nhân (phim)

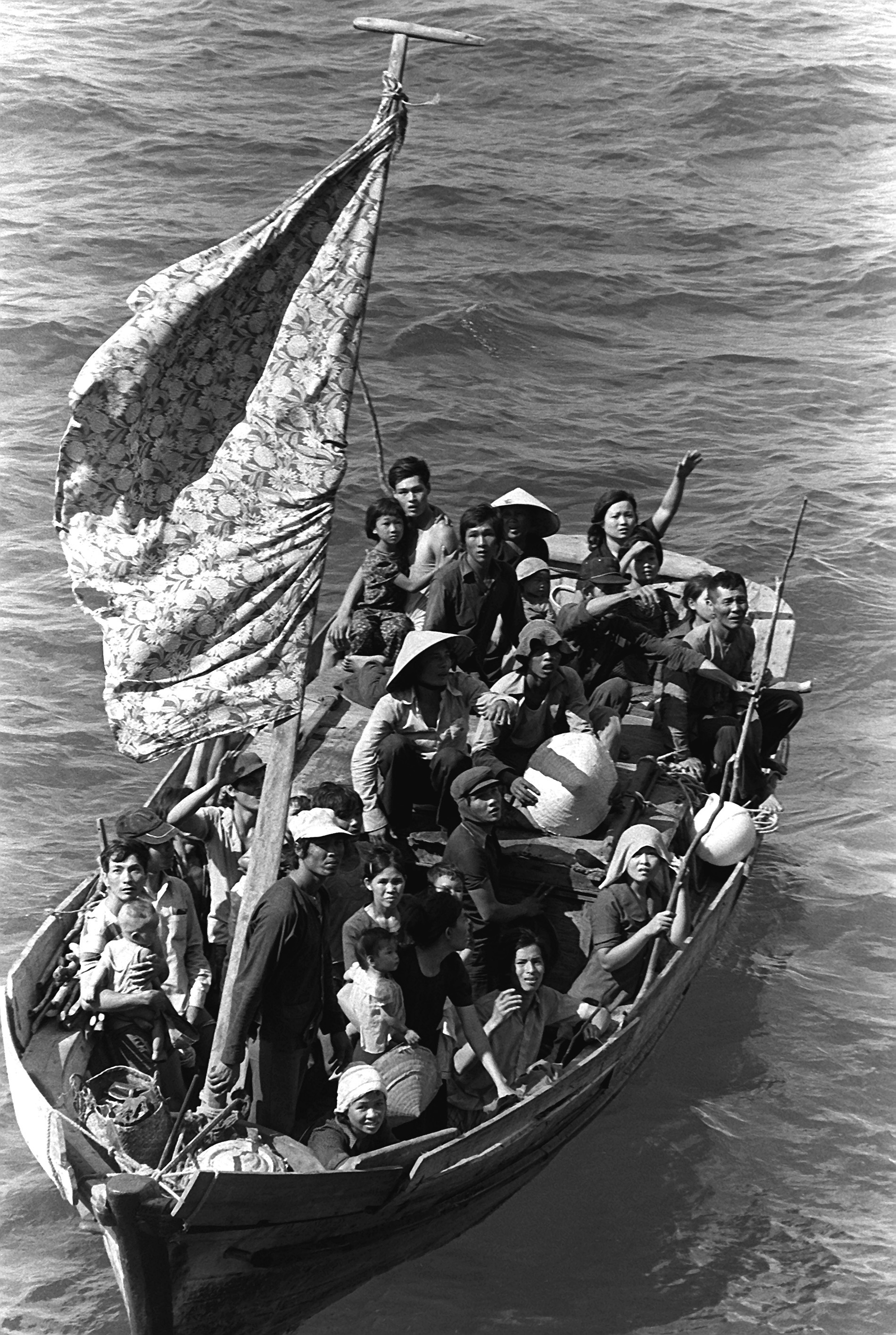
Thuyền nhân Việt Nam chờ được cứu vớt

Thuyền nhân, dịch từ chữ boat people trong tiếng Anh, là thuật ngữ thường chỉ những người nhập cư bất hợp pháp hoặc người tị nạn xuất cư bằng thuyền trong nhóm nhiều người. Thuyền thường cũ và được đóng sơ sài, không dùng thích hợp để đi biển và không an toàn. Thuật ngữ này ra đời từ cuối thập niên 1970 khi một số lượng lớn người rời khỏi đất nước vì nhiều lý do sau khi chính quyền Việt Nam Cộng hòa đầu hàng Chính phủ Cách mạng lâm thời Cộng hòa miền Nam Việt Nam vào cuối tháng 4 năm 1975 và Việt Nam trở thành một quốc gia theo chế độ Xã hội chủ nghĩa.

## Thuyền nhân từ Bắc Phi và Trung Đông

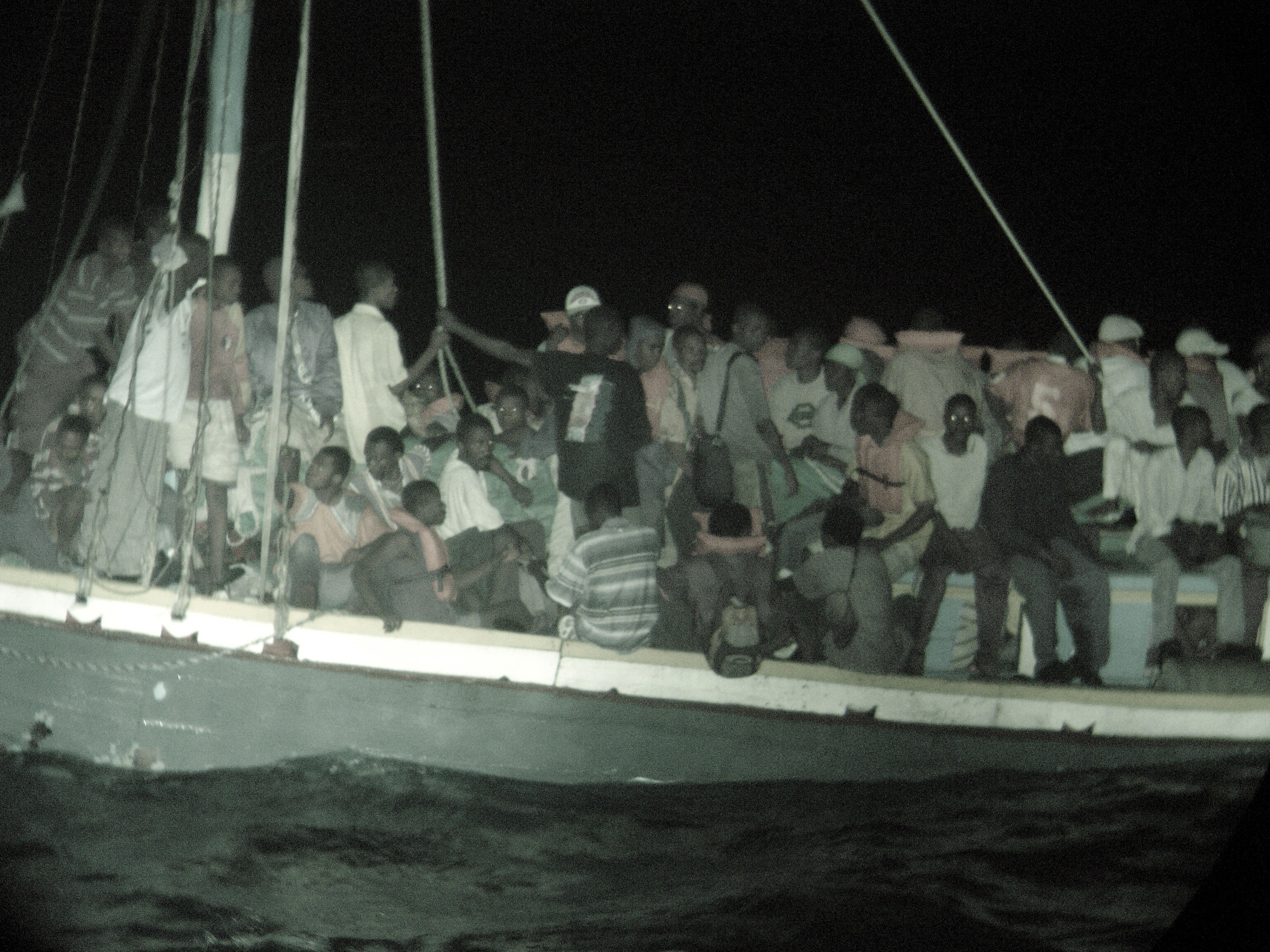
Người Haiti vượt biển bằng thuyền

Ngày nay, hiện tượng vượt biển trái phép để tìm kiếm cuộc sống tốt hơn cũng đang diễn ra phổ biến ở Bắc Phi (điểm đến là các nước châu Âu vùng Địa Trung Hải) và các quốc gia vùng Caribe (điểm đến là Mỹ).
Địa Trung Hải đang trở thành tuyến đường chính được người di cư sử dụng để vào các nước Liên minh châu Âu một cách trái phép. Các quan chức Liên minh châu Âu (EU) cho biết trong số 283.000 người nhập cư trái phép bị bắt khi vào EU trong năm 2014, có hơn 220.000 người tới qua Biển Địa Trung Hải, trong đó 171.000 người tới Italy thông qua tuyến đường này. Phần lớn những người nhập cư đến từ Nam sa mạc Sahara châu Phi và từ Trung Đông, chủ yếu là Syria và Iraq. Những người này chạy trốn khỏi xung đột tại đất nước mình và chọn Libya - đất nước cũng đang rơi vào tình trạng hỗn loạn, làm điểm xuất phát để vượt biển
Sau phong trào Mùa xuân Ả Rập, hàng loạt các quốc gia Trung Đông rơi vào chiến tranh. Hàng trăm nghìn người di cư để chạy trốn chiến tranh và đói nghèo từ Trung Đông và Bắc Phi đổ tới các nước trong Liên minh châu Âu (EU). Hàng nghìn người trong số họ đã thiệt mạng trên Địa Trung Hải, nhiều người khác bỏ mạng trong cuộc di cư trên đất liền

## Từ chối nhập cư
Sau 1992, những người nhập cảnh trái phép vào nước Úc được xếp dạng di dân bất hợp pháp và đều bị giam trong các trại giam di dân theo một tu chính của Đạo luật Di trú 1985. Dư luận Úc có nhiều thay đổi trong thời gian dài về vấn đề thuyền nhân. Cuối thập niên 1970, có 20-32% không muốn ai được ở lại. Đến năm 1993, con số này tăng lên 44%, với 46% ủng hộ giam giữ bắt buộc. Năm 2001, 71% đồng ý chính sách giam giữ trong thời gian xét đơn tị nạn. Đến giữa năm 2011, hơn 100 thuyền nhân Việt Nam vẫn còn bị giam trong các trại này.
Chính phủ Úc xem vấn đề người xin tị nạn là một vấn đề chính trị nhạy cảm tại quốc gia này. Năm 2011, một thỏa thuận giữa chính phủ Úc và Malaysia được ký kết. Trong đó, Malaysia sẽ nhận 800 thuyền nhân bị chặn tại Úc, đổi lại, Úc sẽ nhận 4.000 người nhập cư đã đăng ký từ nước này trong vòng bốn năm tới, bất kể sự chỉ trích của các tổ chức nhân quyền chỉ về thỏa thuận này. Lý do họ đưa ra là Malaysia vẫn chưa ký Công ước Liên Hợp Quốc về người tị nạn, và các nhóm nhân quyền nói người xin tỵ nạn thường xuyên bị ngược đãi tại nơi này. Trước đây, chính phủ Úc đã sử dụng các hình ảnh video thương tâm của những người sống trong trại tạm giữ hoặc mất mạng trên biển khơi, nhằm cảnh báo các thuyền nhân khác tiếp tục nhập cư. Với nỗ lực ngăn chặn người xin tỵ nạn, chính phủ Úc đã đồng thời cho đăng tải đoạn băng ghi hình trên kênh YouTube, quay cảnh các thuyền nhân bị trục xuất bằng máy bay và gửi đến Malaysia ở tám ngôn ngữ, hướng đến các đối tượng người Iran, Afghanistan, Sri Lanka và Iraq. Phóng viên BBC Nick Bryant từ Sydney cho biết, đoạn băng hình nhằm chuyển đi thông điệp rằng những ai muốn tìm đường tới Úc xin tị nạn sẽ có kết cục ở Malaysia.
Ngày 17 tháng 4 năm 2015, một tờ báo Úc nói chính phủ Úc sẽ trao trả gần 50 người Việt Nam xin tị nạn bằng đường biển. 15 cuộc trở về bằng nhiều hình thức, áp dụng cho người xin tị nạn từ nước ngoài, đã diễn ra từ tháng 9 năm 2013. Trong số này có các tàu bị đưa trả về Indonesia và Sri Lanka. Tháng Bảy 2013, Úc đã đưa người xin tị nạn vào các trại tạm giữ ở hai đảo của Papua New Guinea. Họ không được phép tái định cư tại Úc ngay cả nếu được kết luận là những người tị nạn thực sự.